# Keel
Pour les articles homonymes, voir Keel.
Keel est un groupe américain de heavy metal et hard rock, originaire de Los Angeles, en Californie. Le groupe est formé en 1983, et dissous par la suite 1989. Il se réunit de nouveau en 1998, puis en 2009.

## Historique

### Débuts
Keel est formé en 1983 par Ron Keel, ancien membre du groupe Steeler. Le groupe se compose à l'origine de Ron Keel au chant, David Michael Phillips à la guitare, Marc Ferrari aux guitares rythmique et solo, Bobby Marks à la batterie et Kenny Chaisson à la basse. Après quelques mois, Phillips part pour rejoindre King Kobra et est remplacé par Brian Jay. À partir de là, cette formation enregistre l'album Lay Down the Law.
Après la publication de l'album, Marks part et est remplacé par le batteur Steven Riley, qui quittera prématurément l'enregistrement de leur deuxième album pour se joindre à W.A.S.P., et qui sera à son tour remplacé par Dwain Miller ; la formation durera quatre ans. Leur premier album attire l'intérêt de Gene Simmons du groupe KISS, menant ainsi à la production de leur deuxième album, The Right to Rock, publié le 26 mars 1985. Leur prochain album, également produit par Simmons, s'intitule The Final Frontier, qui est publié le 30 avril 1986. Il comprend le single Because the Night, un titre coécrit par Patti Smith et Bruce Springsteen.
En 1986, Keel remporte le prix du meilleur groupe de l'année selon un sondage de la deuxième édition du magazine Metal Edge. En 1987, la chanson Rock and Roll Outlaw, une reprise de la chanson homonyme de Rose Tattoo, devient la bande originale du film Dudes. Leur quatrième album, Keel, est publié le 21 juin 1987, et enregistré avec le producteur Michael Wagener. Ferrari et Jay partent en 1988, après la tournée promotionnelle de Keel. Ils sont remplacés par le claviériste Scott Warren et le guitariste Tony Palamucci. Leur cinquième album, Larger than Live, est publié en 1989, et comprend six nouvelles chansons dont la reprise de la chanson Fool for a Pretty Face de Humble Pie.

### Post-séparation et réunion
Dans les années 1990, Ferrari forme le groupe Cold Sweat, avec qui il publie un premier album Break Out en 1990. Après la dissolution de ce groupe, Ferrari participe aux films Wayne's World (comme guitariste du groupe Crucial Taunt de Tia Carrere) et forme le groupe Medicine Wheel, qui publie trois albums. Il publie aussi deux albums solos et lance sa propre société de distribution MasterSource, employant Ron Keel.
En 1998, les membres de Keel se rassemblent pour un sixième album, Keel VI: Back in Action. Il comprend principalement des chansons non-publiées et des chansons de leurs précédents albums, comme Proud to Be Loud. La chanson du groupe, Speed Demon (de The Right to Rock) est brièvement incluse dans le film Men in Black II, et incluse dans la compilation de Mike Varney, U.S. Metal Vol. IV. Ron Keel continue ses projets jusqu'à la séparation de Keel.

### Deuxième réunion
En novembre 2008, Keel se réunit le temps d'un concert spécial 25 ans. Tous les membres de l'album The Right to Rock sont présents, à l'exception de Chaisson. Le nouveau bassiste du groupe est un ami de longue date de Ron Keel, Geno Arce. Leur premier concert de réunion se déroule à Hollywood, en Californie, le 24 janvier 2009. En juin 2009, le groupe annonce la sortie d'un nouvel album, Streets of Rock N’ Roll. Il est publié le 29 janvier 2010 en Europe, et le 9 février aux États-Unis au label Frontiers Records,.

## Discographie

### Albums studio
- 1984 : Lay Down the Law
- 1985 : The Right to Rock
- 1986 : The Final Frontier
- 1987 : Keel
- 1989 : Larger than Live
- 1998 : Keel VI : Back in Action
- 2009 : The Streets of Rock

### EP
- 1986 : Tears of Fire

### Singles
- 1985 : Easier Said than Done
- 1985 : The Right to Rock
- 1986 : Because the Night
- 1986 : Raised On Rock
- 1986 : Tears of Fire
- 1986 : The Final Frontier
- 1987 : Somebodys Waiting

### Démo
- 1983 : Demo '83